# فيليب بالمر
فيليب بالمر (بالإنجليزية: Philip Palmer)‏ هو مؤلف بريطاني، ولد في 7 يونيو 1960 في Port Talbot ‏ في المملكة المتحدة.

## وصلات خارجية
- فيليب بالمر على موقع IMDb (الإنجليزية)
- فيليب بالمر على موقع أول موفي (الإنجليزية)
- فيليب بالمر على موقع قاعدة بيانات الفيلم (الإنجليزية)
- فيليب بالمر على موقع كينوبويسك (الروسية)